# National Corvette Museum
Pour les articles homonymes, voir Corvette et Museum.
Le National Corvette Museum (NCM) est un musée de l'automobile de 1994, dédié aux Chevrolet Corvette américaines de General Motors, à Bowling Green dans le Kentucky aux États-Unis,.

## Histoire

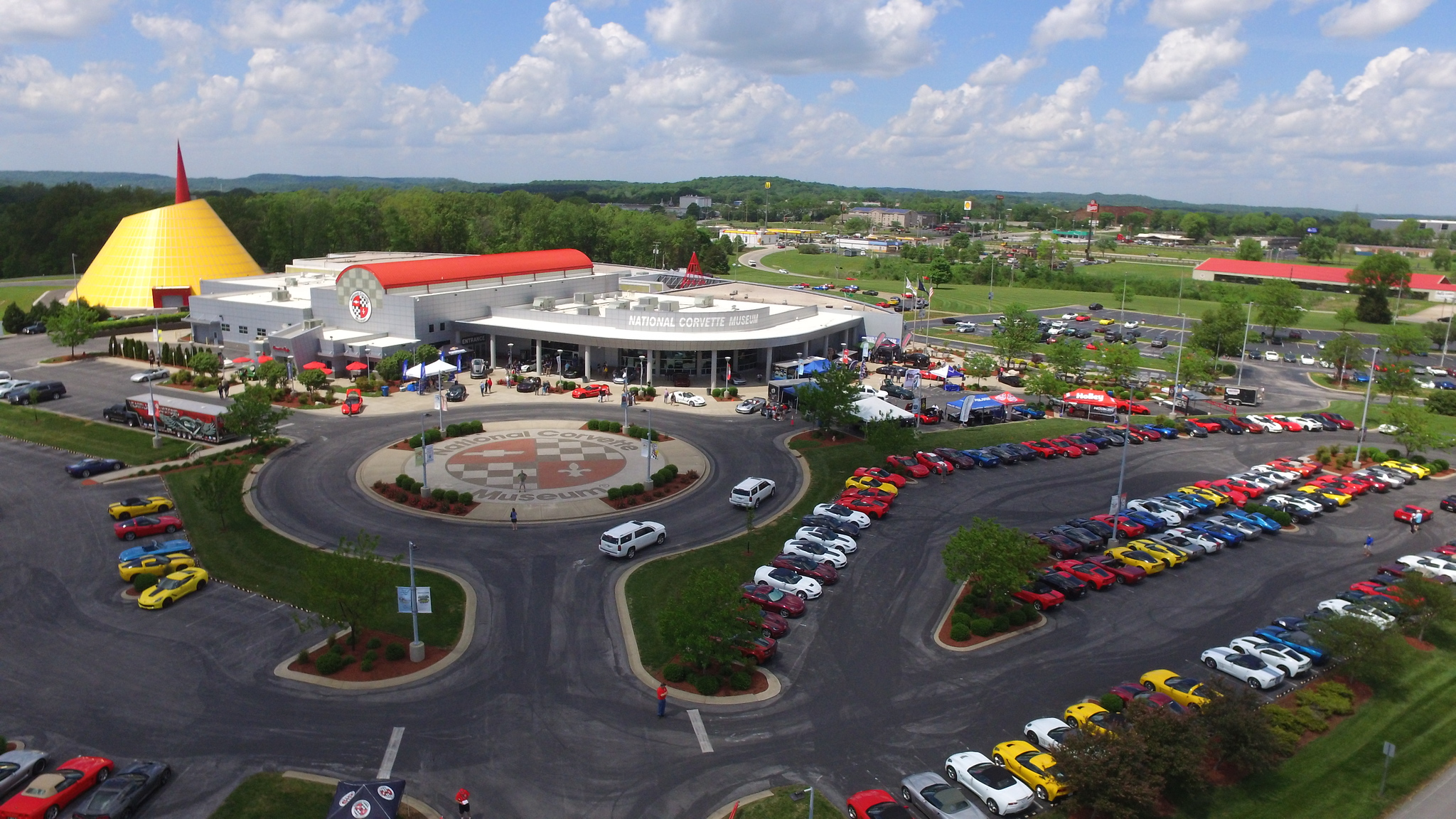
Vue arrière du musée

Ce musée de 10 000 m² est inauguré le 2 septembre 1994, pour exposer des Corvettes fabriquées depuis 1953 à nos jours, et héberger un centre d'archive de la marque.
Il est fondé sur un campus de 22 hectares, au voisinage de l'usine de production où les Corvettes sont construites depuis 1981, aux abords de l'autoroute Interstate 65, et d'un circuit d'essai « NCM Motorsports Park » ouvert au public pour des tours d'essais, à 500 miles aller-retour (800 km) des 500 miles d'Indianapolis. 

Quelques modèles exposés
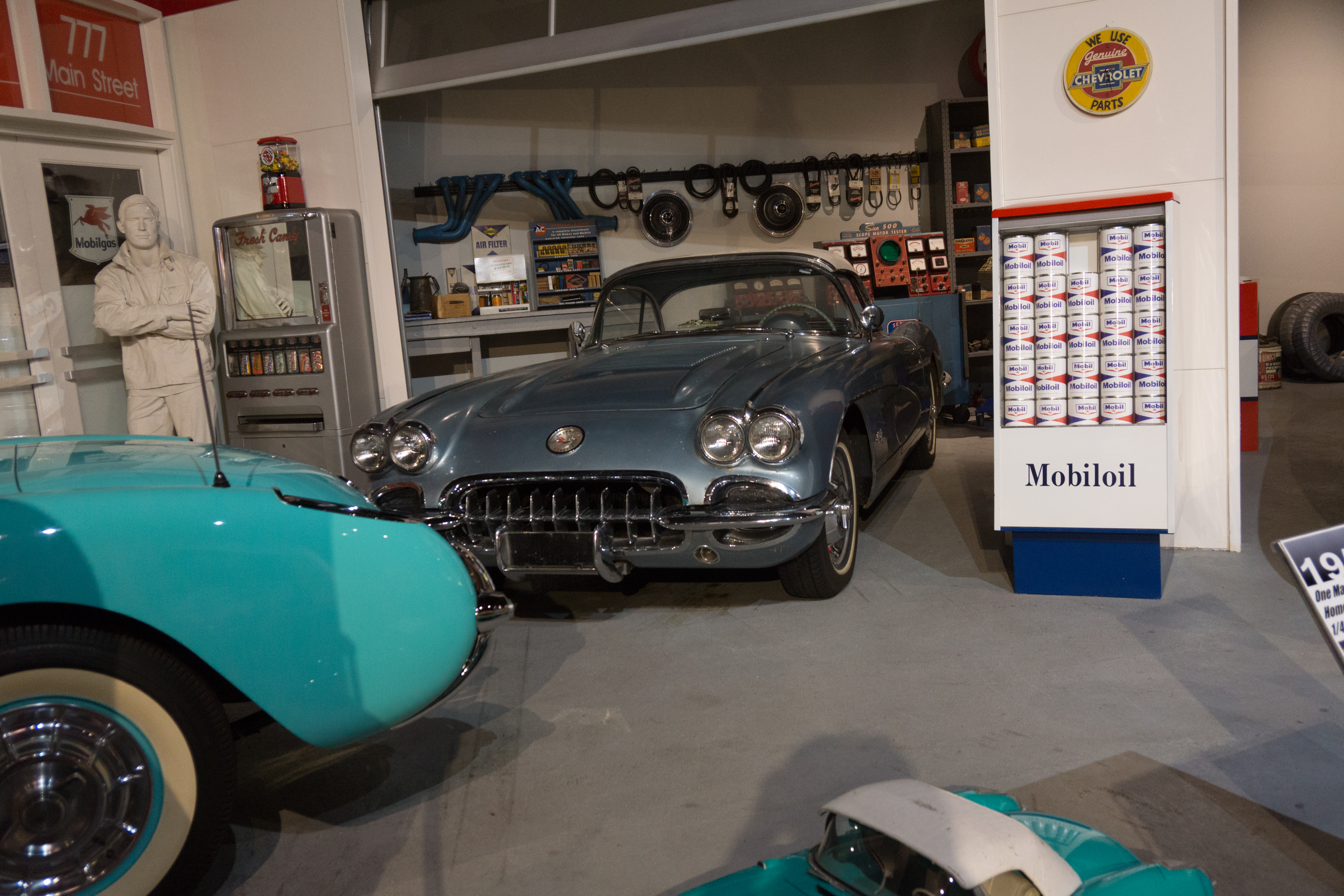
Corvette C1 (1958)
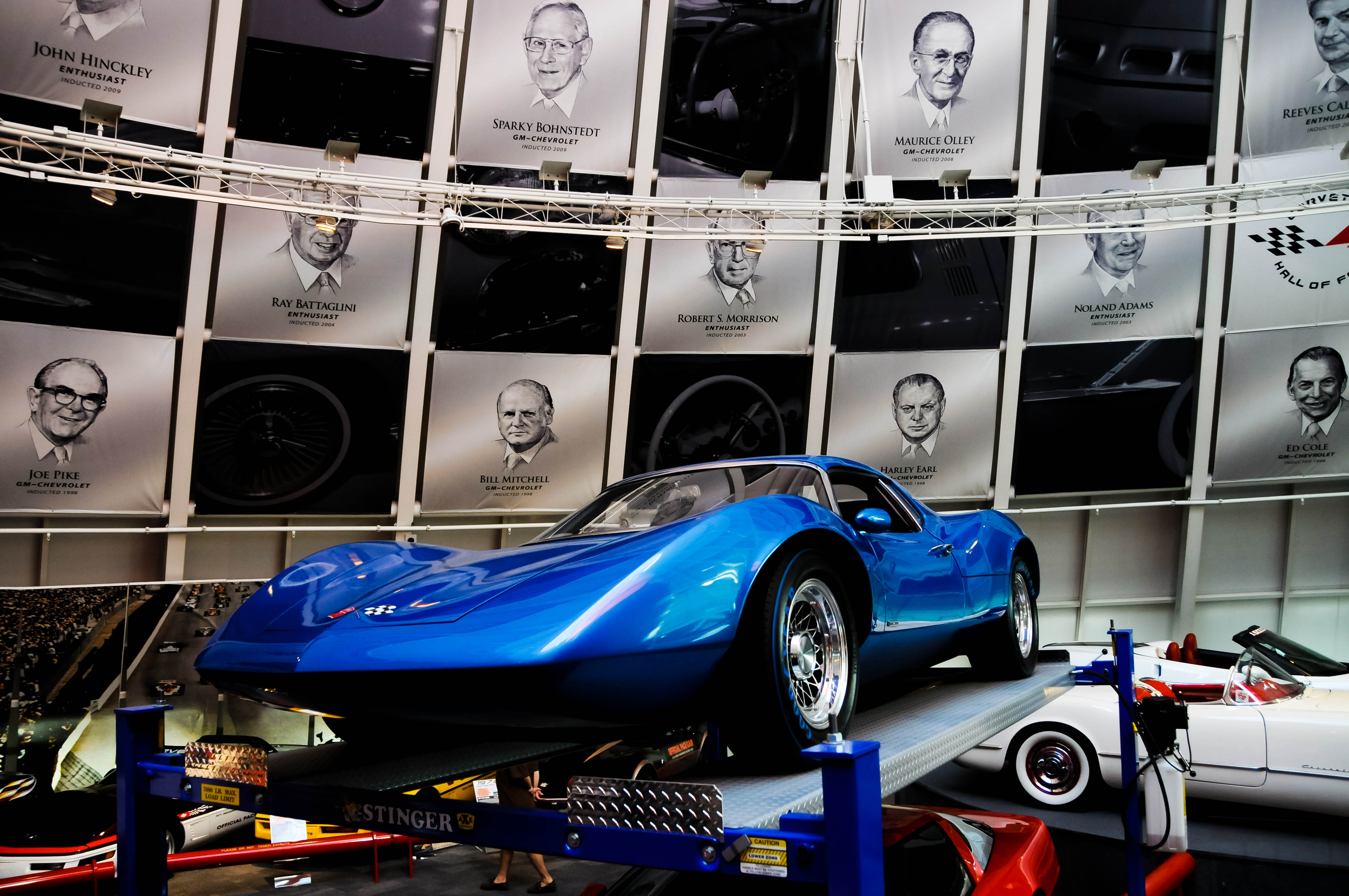
Chevrolet Astro II (1968)
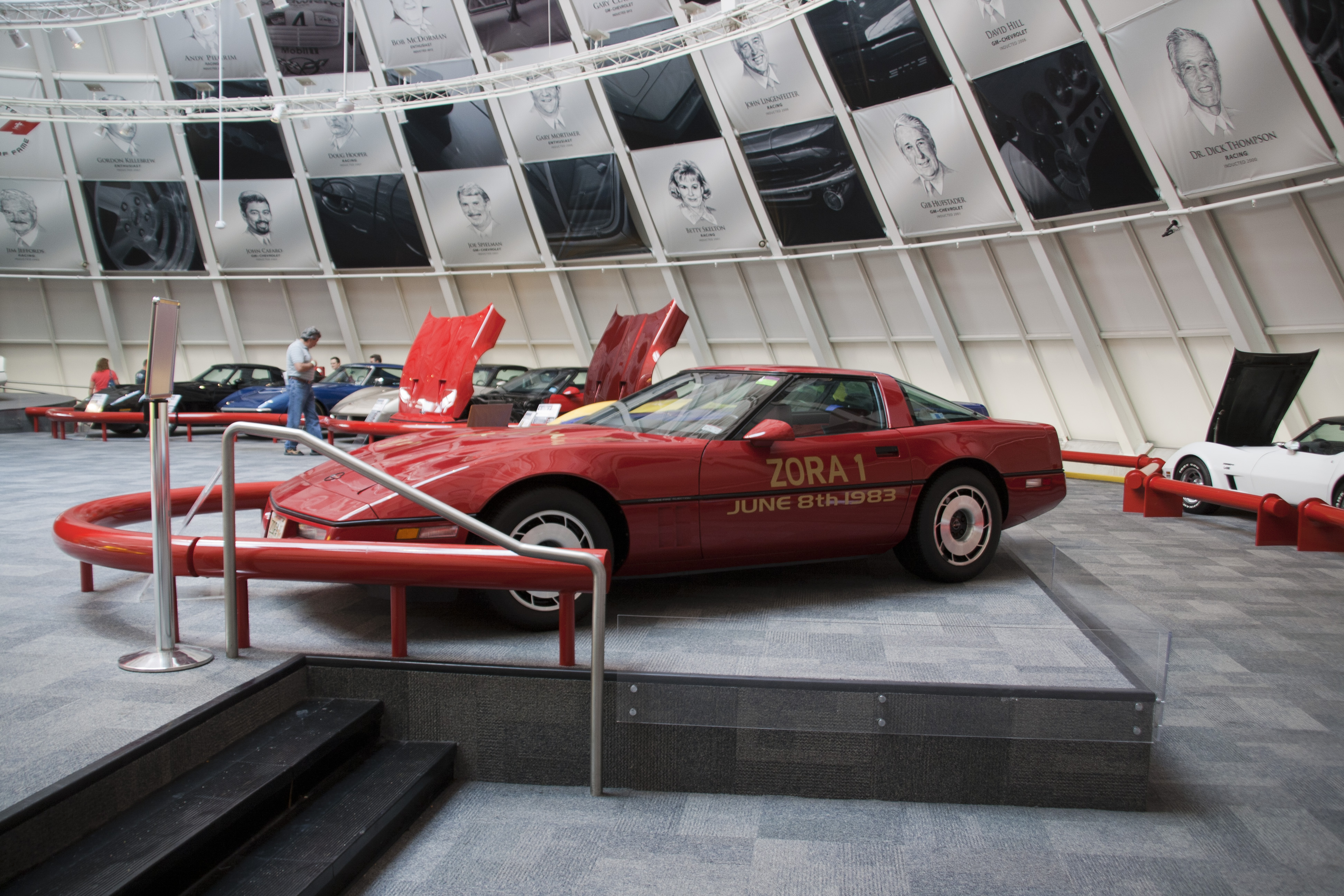
Corvette C4  (1984)

## Temple de la renommée Corvette
Le musée parraine le « Corvette Hall of Fame » Temple de la renommée (affiché sur les parois du dôme central) pour des personnalités historiques qui ont apporté des contributions significatives dans leurs domaines respectifs à la marque, avec l'intronisation annuelle régulière de deux à six nouveaux membres honorifiques.

## Événements
Un effondrement de la nuit du 12 février 2014, à 5H44 du matin, à créé un gouffre sous le sol d'une partie du skydome principal du musée, avec de nombreux dégâts et pertes de huit Corvettes exposées (doline, provoquée par la dissolution naturelle du calcaire dans le sol en raison de la topographie karstique typique du Kentucky). Les épaves de l'effondrement sont depuis exposées sous le dôme restauré,.  

Quelques modèles exposés
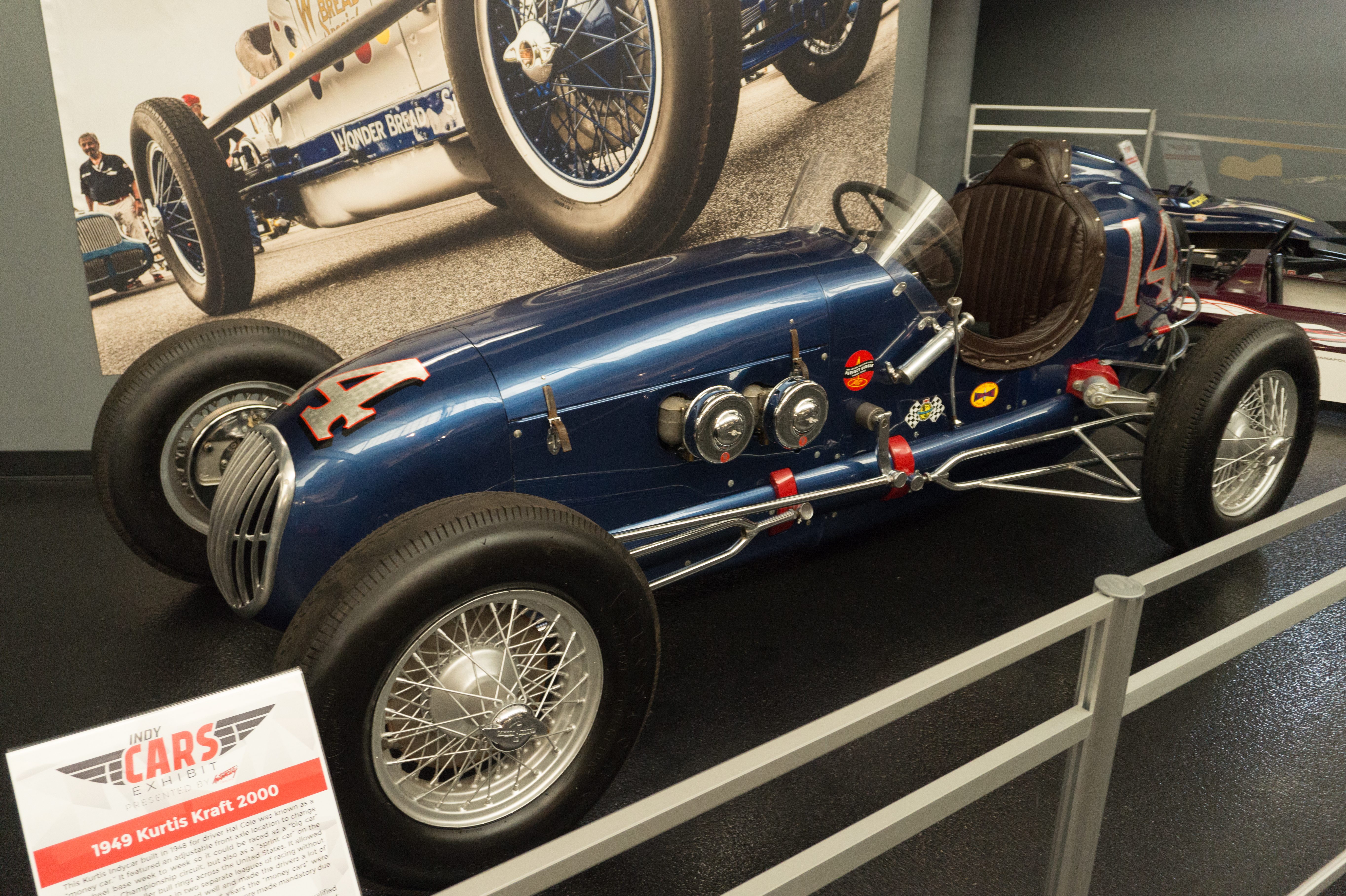
IndyCar des 500 miles d'Indianapolis (1949)
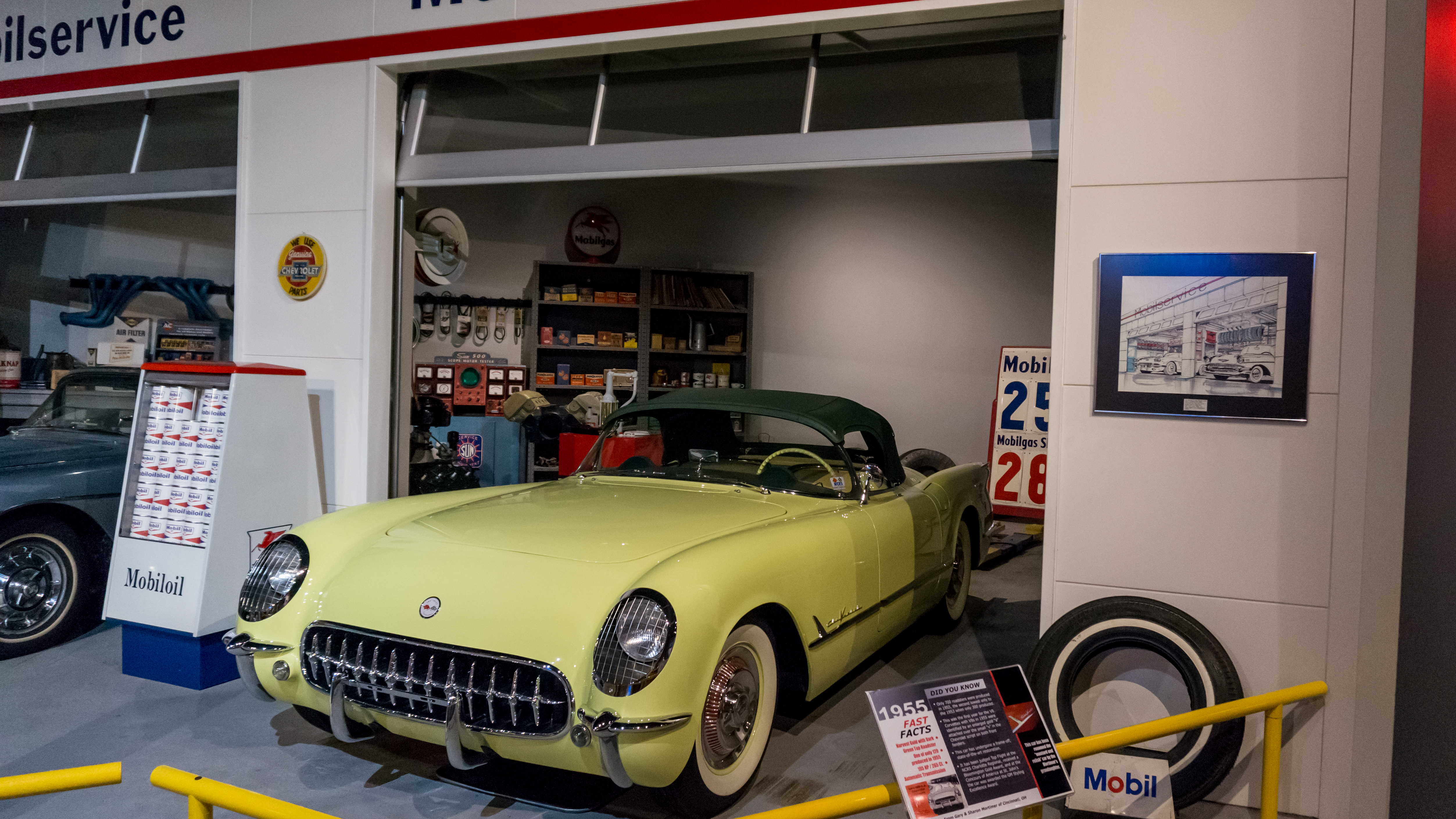
Corvette C1 (1953)
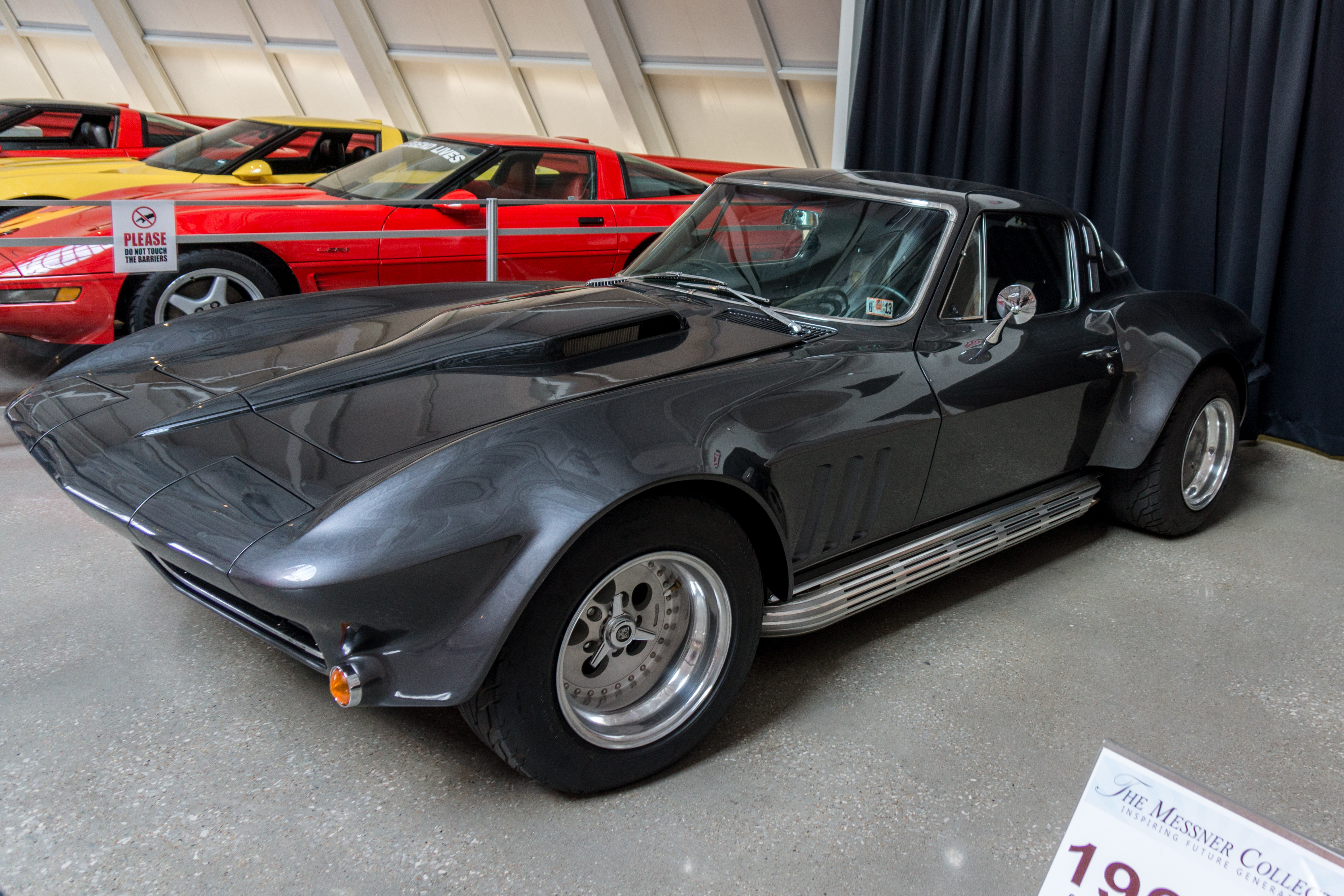
Corvette C2 « Sting Ray » (1963)
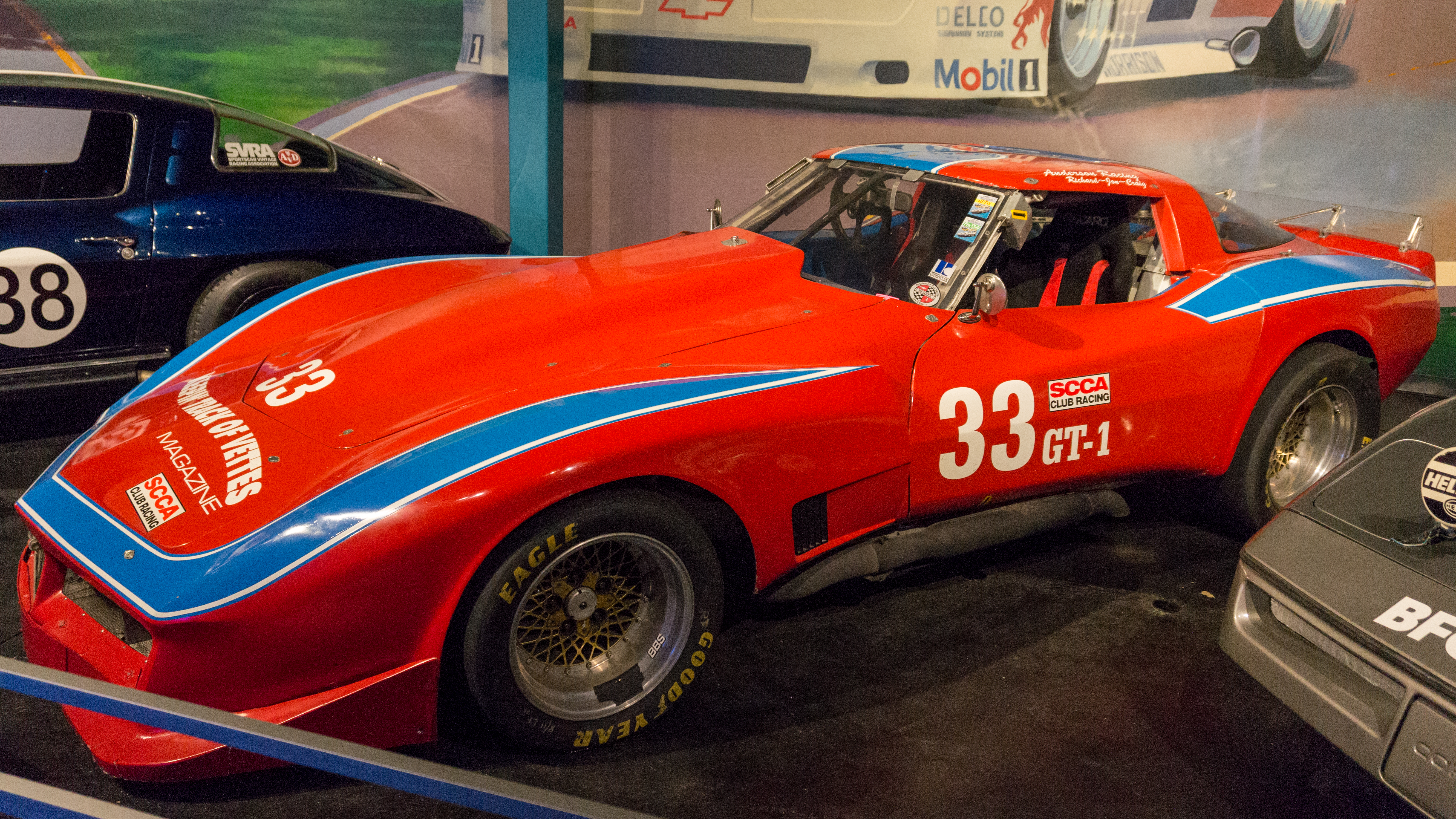
Corvette C3 (1968)
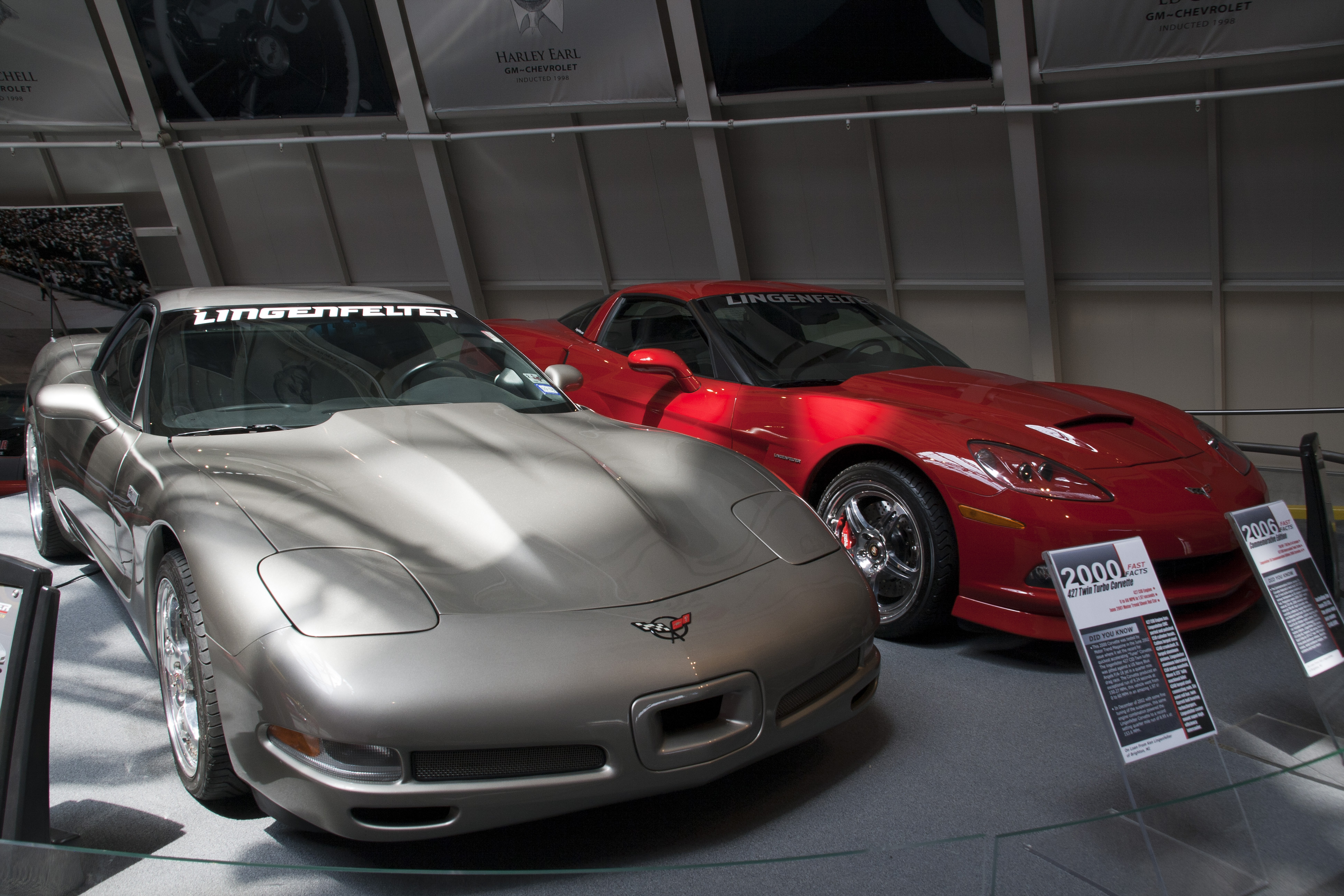
Corvette C5 (1997) et C6 (2005)
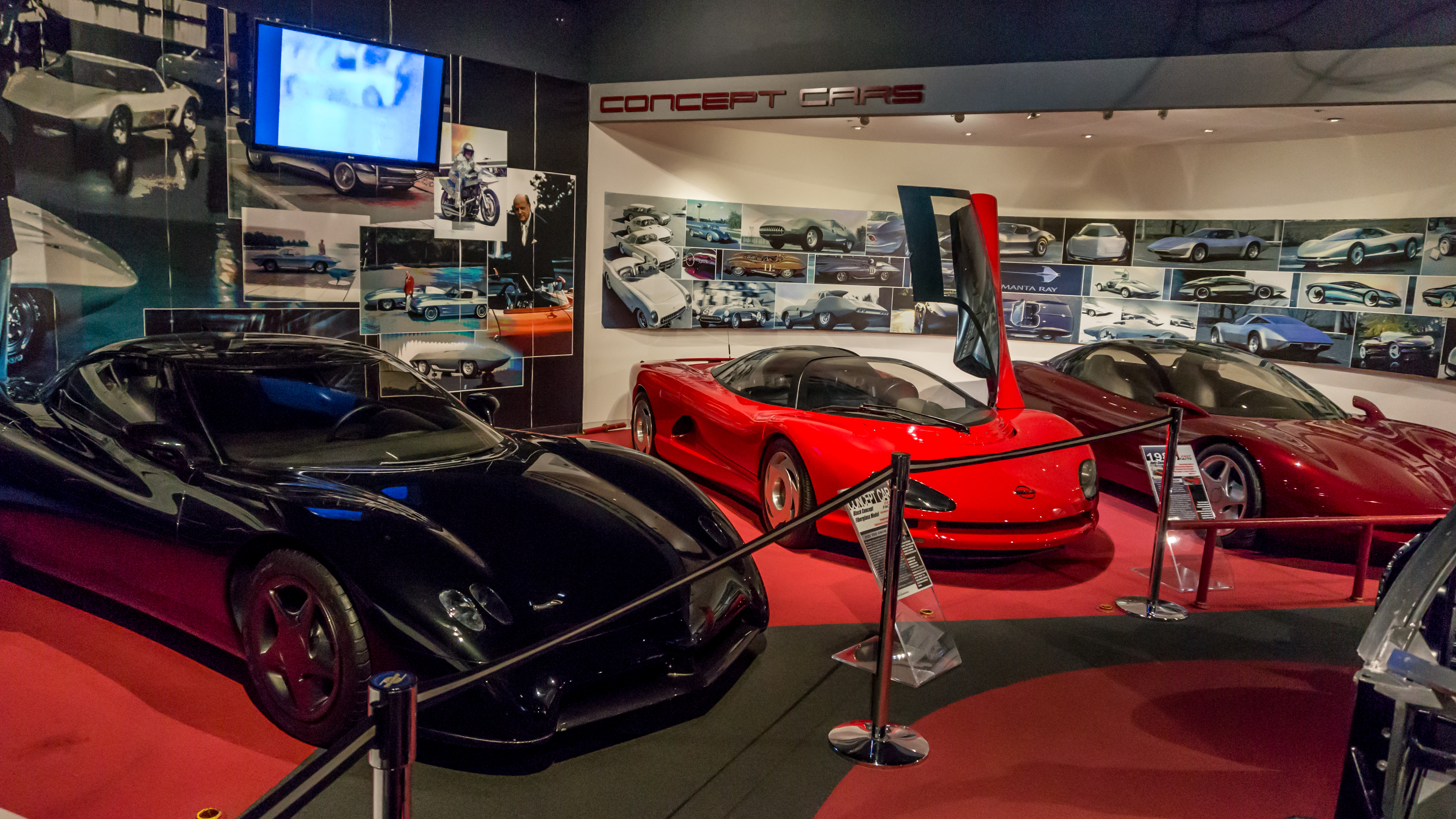
Concept-cars Chevrolet Corvette
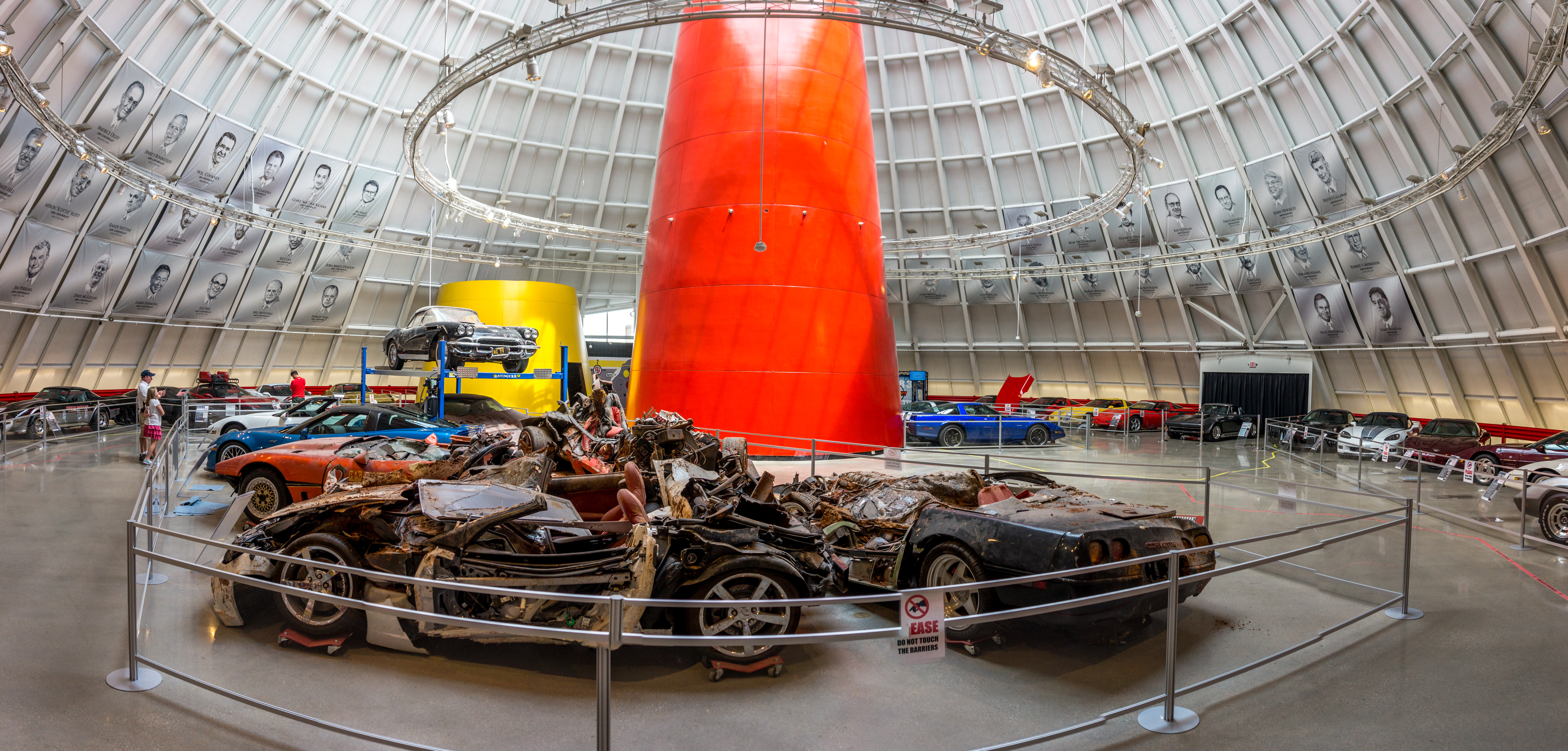
Quelques épaves de l’effondrement de 2014.
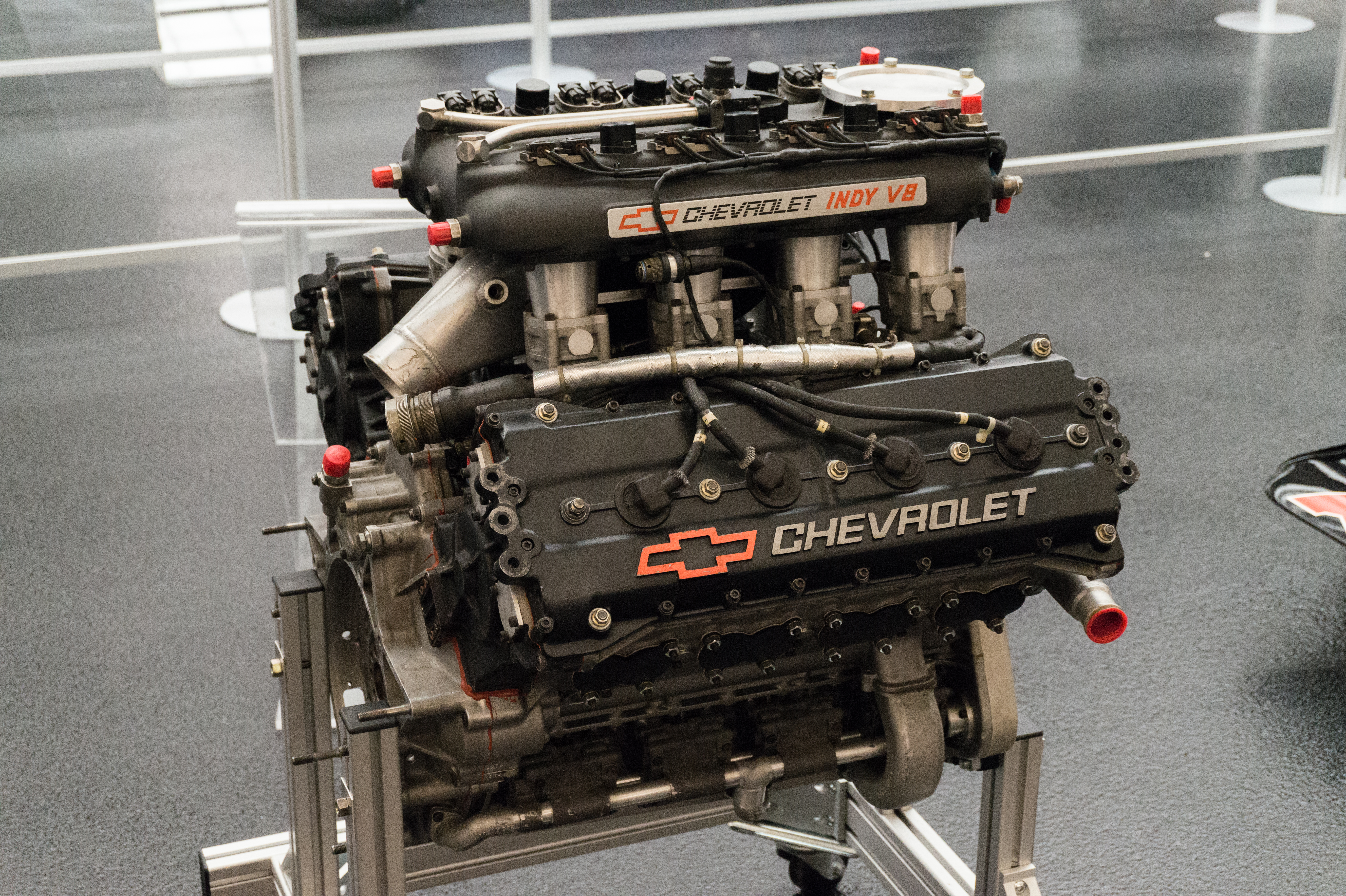
Moteur V8 Chevrolet